# Cybianthus crotonoides
Cybianthus crotonoides är en viveväxtart som först beskrevs av Schomburgk och Carl Christian Mez, och fick sitt nu gällande namn av G. Agostini. Cybianthus crotonoides ingår i släktet Cybianthus, och familjen viveväxter. Inga underarter finns listade i Catalogue of Life.